# Місто загублених дітей (фільм)
«Місто загублених дітей» (фр. La Cité des enfants perdus) — французький антиутопічний фільм 1995 року режисерів Жана-Пєра Жене та Марка Каро. Фільм отримав премію «Сезар» в 1996 році за кращу роботу художника-постановника. Костюми для фільму створив Жан-Поль Готье.
В похмуре Місто прибуває велетень-силач Один, який мандрує зі своїм маленьким братом. Брата в перший же день викрадають посіпаки злого вченого Кранка, що викрадає дітей для перегляду їхніх снів, тож Одному доведеться зануритися в нетрі Міста в пошуках братика, в яких йому допомагатимуть хоробра дівчинка Мієта з групою маленьких злодюжок.

## Синопсис
Кранк — чоловік, наділений надзвичайним інтелектом. Він мешкає на покинутій нафтовій платформі разом з іншими творіннями зниклого вченого: шістьма клонами, карликом Мартою та мозком акваріумі на ім'я Ірвін. Оскільки Кранк не може бачити сни, він відбирає їх у дітей, яких викрадає з найближчого міста його слуга, кіборг Циклоп. Але всі ці сни виявляються кошмарами.
Однієї дощової ночі Циклоп зі своїми одноокими поплічниками проникає до будинку циркового силача Одного, і викрадає його зведеного молодшого брата Денре. Одного знаходить банда сиріт, якою керує пара сіамських близнюків на ім'я «Восьминіг». Силач потрібен їм, щоб викрасти сейф. Крадіжка вдається, але сейф падає у воду, коли Один помічає викрадачів Денре. Він разом з однією з сиріт, дівчинкою на ім'я Мієтта, переслідує Циклопа та проникає до його штаб-квартири. Але там обох схоплюють одноокі кіборги і засуджують до страти через утоплення. Тим часом Восьминіг наказує цирковому артисту Марселло повернути Одного. Марселло використовує свою дресировану блоху, оснащену капсулою з отрутою. Вкусивши кіборга, блоха спричиняє в нього неконтрольовану агресію. Поки Марселло рятує Одного, Мієтта падає в море, але її рятує водолаз.
Водолаз ховається в своїй криївці, живучи зі збору речей, які потрапляють через воду. Він зауважує, що останнім часом у місті зникло багато дітей. Мієтта покидає водолаза і знаходить Одного та Марселло, які пиячать з горя в барі. Побачивши Мієтту живою, Марселло дозволяє Одному піти з нею на пошуки Денре. Вони відвідують пару китайців, які мають карту. Однак Восьминіг хоче їм перешкодити і використовує блоху Марселло, щоб налаштувати Одного проти Мієтти. Впущена Мієттою сльоза запускає ланцюжок подій, внаслідок якого вимикається маяк і корабель врізається у пірс. Один отямлюється, а Восьминога ледве не розрізає навпіл кораблем. Тоді Марселло нацьковує блоху на Восьминога, і обидві сестри починають битися, після чого падають у полум'я.
На платформі Ірвін обманом змушує одного з клонів випустити благання про допомогу з пляшки, де зберігався сон. У вигляді зеленої хмари сон досягає Одного, Мієтту та водолаза, який згадує, що нафтова вишка була його лабораторією, поки Кранк і Марта не збунтувалися проти нього і скинули в море. Водолаз вирушає до платформи, щоб знищити її, а Один і Мієтта — щоб врятувати Денре. Їм доводиться проплисти повз міни, а Мієтта використовує нитку, щоб вказати для Одного шлях.
Мієтту мало не вбиває Марта, яку водолаз прострілює Марту гарпуном. Потім Мієтта знаходить Денре в машині Кранка для вилучення снів. Ірвін каже їй, що Мієтта повинна сама проникнути в його сон, щоб хлопчик отямився. У світі снів вона зустрічає Кранка та укладає з ним угоду, щоб лишитися замість Денре. Але М'єтта використовує свою уяву, щоб зациклити сон. Кранк не може цього витримати і гине, його обладнання вибухає. Один і М'єтта рятують усіх дітей, а Ірвін рятується з клонами, поки божевільний водолаз закладає на платформі динаміт. Усвідомивши, що човни з дітьми і його творіннями вже далеко, водолаз кричить їм повернутися та забрати ще й його. Та птах сідає на ручку запалу і платформа вибухає. Денре спостерігає за цим, гризучи ковбасу.

## В ролях
| Домінік Пінон    | — підводник та його клони |
| Рон Перлман      | — Один                    |
| Жудіт Віє        | — Мієта                   |
| Даніель Емільфор | — Кранк                   |
| Жан-Клод Дрейфус | — Марселло                |

## Сприйняття
Фільм має 80 % схвальних рецензій критиків на Rotten Tomatoes, із середнім балом 7,4/10. Критичний консенсус вебсайту стверджує: «Не всі його численні інтригуючі ідеї розвинені, але „Місто загублених дітей“ — це захопливий, тривожний, глибоко пам'ятний досвід». Він також має середньозважений бал 73 зі 100 на Metacritic, що свідчить про «загалом схвальні відгуки».
Роджер Еберт писав у своєму огляді, що фільм приваблює в своїх моментах, але загальний сюжет важко зрозуміти. Дія відбувається не стільки в якійсь конкретній епосі, як у екстравагантному паралельному часовому вимірі, що містить елементи сучасності поряд із ретрофутуризмом, і населений гротескними персонажами. Критик висловив своє ставлення: «Якби я оцінював цей фільм виключно за його візуальними складовими, він би отримав беззастережне захоплення, без жодних питань. Та коли я починаю думати про сюжет і тон, мій ентузіазм потроху спадає, бо це зроблено радше як вправа, ніж як розповідь, яка має вас хвилювати».
Згідно з Common Sense Media, за сюжетом важко слідкувати, проте «Місто загублених дітей» показує унікальну фантазію, де карнавальний сюрреалізм поєднується з фантастикою Жуля Верна, казковою невинністю та кіберпанком.